# Котляр, Василий Никитич
Василий Никитич Котляр (14 [27] августа 1902, Петровка, Злынковский район — ноябрь 1980, Москва) — советский геолог, доктор геолого-минералогических наук(1947), профессор, лауреат Ленинской премии в области науки и техники (1972) — за комплекс работ по рудоносности вулканогенных формаций. Награждён орденами Ленина, Трудового Красного Знамени. Автор более 250 научных трудов.

## Биография
Родился 14 августа 1902 года в селе Корниловка Новозыбковского уезда (позднее деревня Петрова, Новая Корниловка  Новозыбковского района Брянской области) в семье учителя. После получения среднего образования в 1920 году, поступил в Леинградский горный институт, который закончил в 1926 году. В геологических экспедициях  с 1924 года.
Работал геологом, начальником геологоразведочных партий горного отдела ВСНХ Армянской ССР. С 1929 года в Геологическом комитете, позднее реорганизованном в ЦНИГРИ — ВСЕГЕИ. Проводил исследования на Кавказе. В 1938 году без защиты диссертации присуждена степень кандидата геолого-минералогических наук.
В начале войны — геолог-консультант по дефицитным видам минерального сырья оборонного значения (Киргизское геологическое управление). С 1942 года — руководитель группы редких металлов Комитета по делам геологии при СНК СССР. Работу геологом совмещал с преподаванием в Ленинградском геологоразведочном техникуме.
В 1946 году откомандирован во ВСЕГЕИ (Ленинград), где в следующем году защитил докторскую диссертацию на тему «Геологические условия формирования рудных месторождений Малого Кавказа». В 1949 года утверждён в учёном звании профессора. С 1947 года — главный геолог первой экспедиции по разведке месторождений урана особого государственного значения. Вместе с В.И. Смирновым, Я.Н. Белевцевым и Д.Я. Суражским был зачинателем уранового направлении в геологии СССР.
Работал руководителем группы редких металлов в аппарате Министерства геологии СССР до 1950 года, когда перешёл на должность заведующего кафедрой в Московский институт цветных металлов и золота. С 1963 года работал в МГРИ, заведовал кафедрой геохимии, минералогии и геологии месторождений руд редких и радиоактивных элементов (1966—1976). Последняя публикация датирована 1984 годом.

## Публикации
- Основы теории рудообразования [Текст] : (Общий курс месторождений полезных ископаемых). — Москва : Недра, 1970. — 463 с., 2 л. табл. : ил., карт.; 22 см.
- Геология и генетические типы промышленных месторождений урана [Текст] : [Учеб. пособие для геол.-развед. вузов и фак.]. — Москва : Госгеолтехиздат, 1961. — 246 с. : ил., карт.; 22 см.
- Материалы к изучению рудных месторождений северной части ССР Армении [Текст] : С 9 табл. / В. Н. Котляр. — Ленинград ; Москва; тип. им. Евг. Соколовой, 1934 (Л.). — Обл., 62 с., [2] с., 9 вкл. л. ил. и схем. : ил.; 27х18 см. — (Труды Всесоюзного геолого-разведочного объединения НКТП; Вып. 335).
- Вулканизм и оруденение / В. Н. Котляр, П. Д. Яковлев. — М. : Недра, 1984. — 108 с. : ил., карт.; 21 см.
- Металлогения и прогноз рудообразования : [Учеб. пособие для геол. спец. вузов] / В. Н. Котляр; Под ред. П. Д. Яковлева. — М. : Недра, 1983. — 108 с. : ил.; 21 см.
- Памбак [Текст] : Геология, интрузивы и металлогения Памбакского хребта и смежных районов Армении / Акад. наук Арм. ССР. Ин-т геол. наук. — Ереван : Изд-во АН АрмССР, 1958. — 228 с., 2 л. диагр., карт. : ил.; 23 см.
- Месторождения тория в капиталистических странах [Текст] / В. Н. Котляр, Б. В. Кристальный ; М-во геологии и охраны недр СССР. Отд. науч.-техн. информации ВИМС. — Москва : Госгеолтехиздат, 1958. — 50 с. : карт.; 22 см.
- Вопросы геологии и сырьевой базы урана и тория капиталистических стран [Текст] : (Сборник статей) / В. Н. Котляр, Н. А. Титова, Б. В. Кристальный ; Гос. науч.-техн. ком-т Совета Министров СССР. Акад. наук СССР. Всесоюз. ин-т науч. и техн. информации. — Москва : [б. и.], 1959. — 144 с., 1 л. карт. : черт., карт.; 22 см[4].
- О состоянии сырьевой базы урана в капиталистических странах и методике поисковых работ на уран [Текст] / В. Н. Котляр, Е. С. Кабанова, Б. В. Кристальный ; Под ред. проф. В. Н. Котляра ; Всесоюз. ин-т науч. и техн. информации Гостехники СССР и Акад. наук СССР. — Москва : Изд-во Акад. Наук СССР, 1956. — 59 с., 2 л. карт. : карт.; 22 см.
- Месторождения радиоактивных и редких металлов [Текст] : [Учеб. пособие для геол. специальностей вузов]. — Москва : Атомиздат, 1973. — 336 с. : ил.; 22 см.